# Numenes patrana
Numenes patrana este o molie din familia Erebidae. Ese răspândită în nord-estul Bhutanului, India (Bengal), Nepal și Taiwan.

## Legături externe
- en Baza de date a genului Lepidoptera la Muzeul de istorie naturală